# Giovanni Raimondo Torlonia
Giovanni Raimondo Torlonia, I principe di Civitella Cesi (Siena, 1754 – Roma, 25 febbraio 1829), è stato un nobile e banchiere italiano.

## Biografia
Alla fine del '700 i Torlonia erano mercanti di tessuti e sarti in piazza di Spagna che, forti anche delle relazioni sociali create dall'attività commerciale, avevano fondato anche una piccola banca.
Fu questa il trampolino di lancio del vero artefice delle fortune della famiglia, Giovanni Raimondo Torlonia, figlio del capostipite, Marin Tourlonias.
In decenni durante i quali l'Europa subiva trasformazioni radicali, la società dello Stato pontificio permaneva immobile, e la nobiltà romana era nota per essere tra le più ignoranti e retrive d'Italia: abbandonati nelle mani di fattori più o meno infedeli, i grandi feudi rendevano ben poco e la liquidità scarseggiava. L'occupazione napoleonica dell'Italia aveva aggravato ulteriormente la situazione.
In questo contesto Giovanni Torlonia, che nel periodo in cui Roma era stata occupata dalle truppe napoleoniche aveva realizzato anche fortunate speculazioni con i Francesi, ebbe buon gioco ad offrire ai nobili romani prestiti garantiti dalle loro proprietà fondiarie e immobiliari, attraverso il Banco Marino Torlonia, divenuto in seguito Banco Torlonia e Compagni, liquidato poi, nel 1863, dal figlio Alessandro, ormai principe.

Grandi patrimoni finirono così nelle sue mani, ulteriormente impinguati dall'essere egli divenuto il dominus delle forniture pubbliche papaline, una volta caduti i francesi.
Erano tempi in cui i grandi arricchimenti dovevano ancora essere giustificati di fronte a Dio e "nobilitati" di fronte agli uomini.

All'indulgenza divina Torlonia provvide con la fondazione di scuole, orfanotrofi ed ospedali per i poveri e con il restauro di chiese, tra cui la Basilica dei Santi Apostoli.
Per nobilitare la famiglia Torlonia cominciò invece a comprare, mentre acquisiva terre palazzi e collezioni d'arte, anche alcuni dei relativi titoli nobiliari: nel 1803 il ducato di Bracciano e la Contea di Pisciarelli dagli Odescalchi; nel 1809 il marchesato di Romavecchia e Turrita; nel 1820 i ducati di Poli e Guadagnolo dai Conti; nel 1822 Capo di Monte, Morata e Bisenzio dal Principe Stanislao Poniatowski.
Intanto il Papa Pio VII lo nominava nel 1809 Nobile Romano e Nobile di Viterbo e finalmente 1º Principe di Civitella Cesi (titolo di Princeps Romanus appositamente creato) nel 1814. Nel 1794 era già stato riconosciuto nobile del Sacro Romano Impero.
I figli nati dal matrimonio celebrato nel settembre 1793 con la vedova Anna Maria Chiaveri Schulteiss, imparentata con suoi soci in affari, cementarono con i matrimoni il radicamento dei Torlonia nella nobiltà storica di Roma:
- Marino (1796-1865), amante delle arti e della mondanità, sposò nel 1821 Donna Anna Sforza Cesarini. Attraverso questo matrimonio la sua famiglia giunse in possesso della villa già stata dei Ludovisi a Frascati. Uno dei suoi nipoti, Don Leopoldo (1853-1918), fu deputato, Sindaco di Roma tra il 1882 e il 1888, Senatore del Regno d'Italia dal 1909.
- Teresa (1797-1842) sposò nel 1812 il Conte Francesco Marescotti;
- Carlo Torlonia (1798-1848) non prese moglie;
- Alessandro Raffaele sposò nel 1840 Donna Teresa Colonna, figlia di Don Aspreno;
- Maria Luisa (1804-1883) sposò nel 1823 il Principe Don Domenico Orsini.

La strepitosa crescita economica della famiglia richiedeva di celebrarne il prestigio sociale: Giovanni Torlonia organizzò quindi l'"accasamento" della famiglia a Roma in residenze che fossero adeguate alle conquiste e alle aspirazioni del casato.
E siccome lo status principesco richiedeva un adeguato programma di visibilità pubblica, esso fu realizzato supportando istituzioni benefiche, ripristinando chiese, ma soprattutto dotando la famiglia dei simboli di status della nobiltà romana storica: il palazzo di città, la tenuta, la villa suburbana.

Fu acquistato così nel 1807 - e ristrutturato alla grande - il palazzo di città (e fu a Piazza Venezia, demolito nel 1903 per la sistemazione del Vittoriano; il palazzo di famiglia rimase quindi - ed è ancora - quello già dei Giraud a via della Conciliazione, che un ponte di legno oggi demolito congiungeva al Passetto di Borgo).

Nel 1809, insieme al marchesato, fu comprata la tenuta di Roma Vecchia, detta anche Lo Statuario (noto oggi come Villa dei Quintili), sull'Appia Antica. Poco dopo, nel 1816, i possedimenti attorno all'Appia furono ulteriormente ampliati con l'acquisto della Caffarella.

Quanto alla villa suburbana, fu scelta la proprietà dei Colonna sulla via Nomentana che era stata comperata già nel 1797, affidandone la trasformazione in Villa Torlonia, all'architetto più in voga dell'epoca, il Valadier. Tre generazioni di Torlonia vi apportarono modifiche secondo lo spirito dei tempi di ciascuno.